# Desfibrilador automático externo

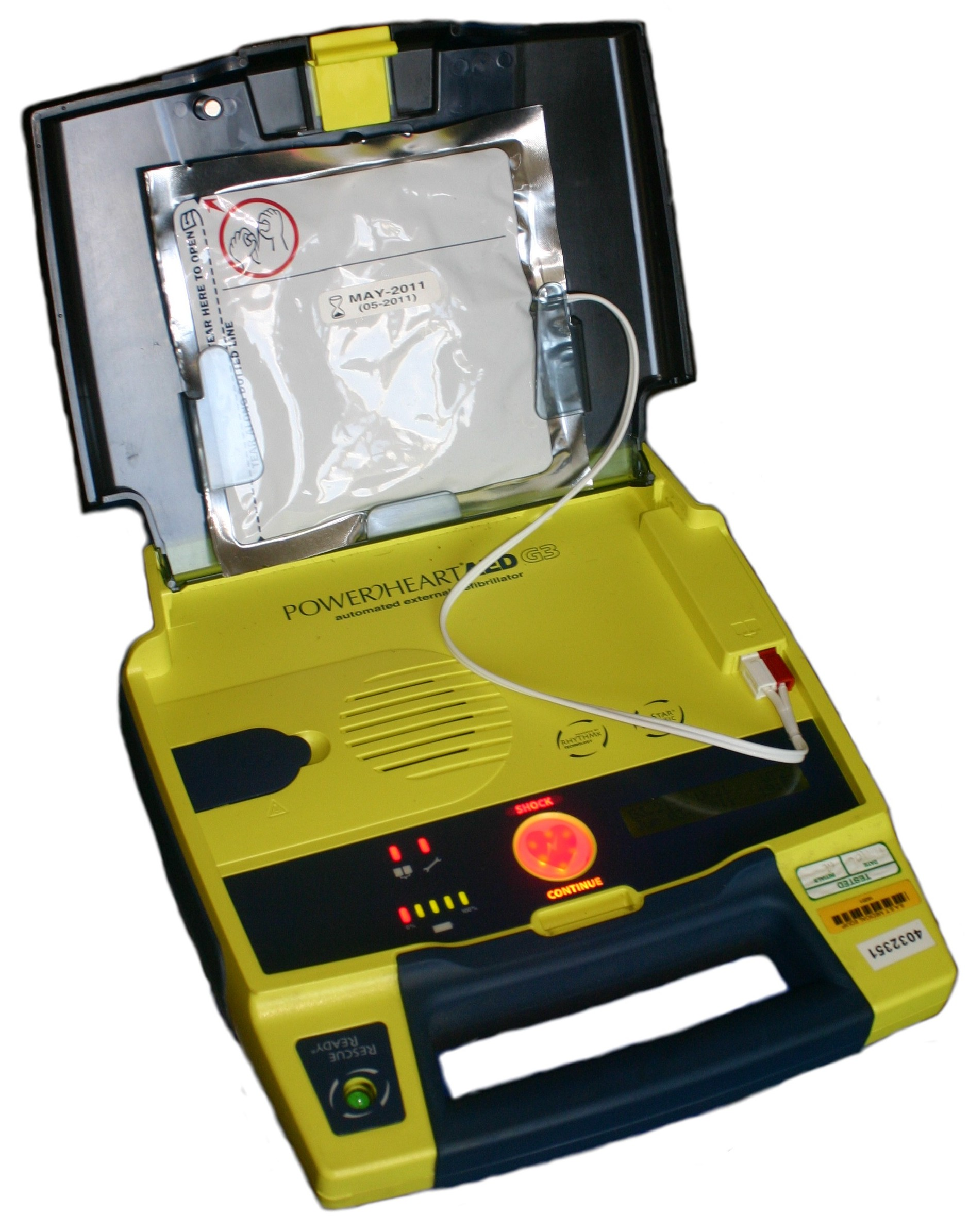
Um DEA aberto e com as pás prontas para serem postas.

O Desfibrilador Automático Externo (DAE) é um aparelho eletrônico portátil que diagnostica automaticamente as, potencialmente letais, arritmias cardíacas de fibrilação ventricular e taquicardia ventricular em um paciente. Além de diagnosticar, ele é capaz de tratá-las, através da desfibrilação, uma aplicação de corrente elétrica que para a arritmia, fazendo com que o coração retome o ciclo cardíaco normal.
O desfibrilador automático externo (DEA), utilizado em parada cardiorrespiratória, tem como função identificar o ritmo cardíaco "FV" ou fibrilação ventricular, presente em 90% das paradas cardíacas. Efetua a leitura automática do ritmo cardíaco através de pás adesivas no tórax. Tem o propósito de ser utilizado por público leigo, com recomendação que o operador faça curso de Suporte Básico em parada cardíaca. Descarga: 200 J (bifásico) e 360 J (monofásico) em adultos. Crianças, acima de 8 anos - 100 J (redutor). Não há consenso na utilização de crianças com menos de 30 kg.
Hoje, são utilizados equipamentos em unidades de emergência e UTIs, com cargas monofásicas que variam de 0 a 360 J ou bifásicas de 0 a 200 J.
Em muitos países a aquisição e utilização dos aparelhos DEA é livre e incentivada, pelas seguintes razões:
- em caso de paragem cardiorrespiratória tem de ser aplicado de imediato, não havendo tempo para chamar um serviço de emergência;
- os DEA actuam sozinhos/inteligentemente, aplicando o choque apenas se for estritamente necessário.

Um estudo que analisou a utilização do DEA acompanhou 22 indivíduos, onde 18 estavam com uma arritimia cardíaca que o DEA poderia tratar (fibrilação ventricular ou taquicardia ventricular). Dos 18, 11 sobreviveram. O mais interessante, porém, é que dos 11 sobreviventes, 6 foram salvos por transeuntes com absolutamente nenhum treinamento prévio na utilização de DEAs.